# Olios similaris
Olios similaris là một loài nhện trong họ Sparassidae.
Loài này thuộc chi Olios. Olios similaris được William Joseph Rainbow miêu tả năm 1898.